# Антрона-Ск'єранко
Антрона-Ск'єранко (італ. Antrona Schieranco, п'єм. Antrona) — муніципалітет в Італії, у регіоні П'ємонт,  провінція Вербано-Кузіо-Оссола.
Антрона-Ск'єранко розташована на відстані близько 580 км на північний захід від Рима, 120 км на північ від Турина, 36 км на північний захід від Вербанії.
Населення — 434 особи (2014).
Щорічний фестиваль відбувається 10 серпня. Покровитель — святий Лаврентій.

## Демографія
Населення за роками:

Станом на 1 січня 2023 року в муніципалітеті офіційно проживало 28 іноземців з 8 країн, серед них 10 громадян країн Євросоюзу.

## Сусідні муніципалітети
- Боньянко
- Каласка-Кастільйоне
- Чеппо-Мореллі
- Монтескено
- Саас-Альмаджелль
- Ванцоне-кон-Сан-Карло
- Боргомеццавалле
- Цискберджен